# Fabien Centonze
Fabien Centonze, né le 16 janvier 1996 à Voiron, en Isère, est un footballeur français. Il joue au poste de défenseur latéral droit au FC Nantes.

## Biographie

### Jeunesse et début de carrière
Fabien Centonze est originaire de la région de Grenoble dans le département de l'Isère. Il joue durant sa jeunesse à Vourey Sports avant de rejoindre dans la foulée les équipes de jeunes du Grenoble Foot 38.
En 2012, il rejoint le club haut-savoyard Évian Thonon Gaillard Football Club pour y terminer sa formation.

### Éclosion à l'Évian TG (2015-2016)
En septembre 2015, Fabien Centonze signe son premier contrat professionnel avec son club formateur, d'une durée de quatre ans. L'équipe évolue alors en deuxième division.
Après plusieurs apparitions et titularisations par l'entraîneur Safet Sušić, qui le replace en défense (il a été formé comme attaquant), Fabien Centonze est considéré dès le mois de novembre comme la « bonne surprise de la saison d'Évian Thonon Gaillard ». Il est décrit comme « polyvalent », « capable de jouer à tous les postes sur le côté droit » et possède « un profil défensif ». Il joue 35 matchs et marque six buts. L'équipe finit cependant dix-huitième du championnat et est reléguée en troisième division à l'issue de la saison. Elle est même rétrogradée en quatrième division pour des raisons financières par la Direction nationale du contrôle de gestion de la Fédération française de football.

### Clermont Foot 63 (2016-2018)
À la suite des événements extra-sportifs vécus par le club savoyard, Fabien Centonze est transféré en août 2016 au Clermont Foot 63 qui évolue en Ligue 2. Il y signe un contrat de quatre ans,.

### RC Lens (2018-2019)
Le 6 juin 2018, il rejoint le RC Lens où il signe un contrat de quatre ans.
Sous les ordres de Philippe Montanier, il s'impose très vite au poste de défenseur droit. Après de belles prestations sous le maillot "sang et or", il atteint les barrages d'accession à la fin de la saison. Il est nommé dans l'équipe type de Ligue 2.

### FC Metz (2019-2022)
Le 11 juin 2019, il s'engage avec le FC Metz, promu en Ligue 1, pour cinq saisons. Sans concurrence à son poste, il obtient rapidement la confiance de Vincent Hognon, qui le titularise systématiquement. Lors de l'exercice 2020-2021, il est titulaire indiscutable à son poste et ne rate que peu de rencontre de championnat. Cette régularité sans faille lui permet de réaliser de très bonnes performances, bien souvent louées par son entraîneur, Frédéric Antonetti. Un temps courtisé par l'Olympique de Marseille, le latéral réalise finalement une saison pleine au FC Metz. Il marque son premier but sous les couleurs grenats en championnat contre le Paris Saint-Germain lors de la 34ème journée, mais n'empêche pas la défaite des siens (1-3). Il confirme la saison suivante en marquant d’emblée un doublé lors de la première journée de championnat à domicile contre Lille, champion de France en titre, le propulsant à l’éphémère place de meilleur buteur du championnat avec Dimitri Payet (Marseille).

### FC Nantes (depuis 2022)
Le 22 septembre 2022, Fabien Centonze s'engage jusqu'en 2027 avec le FC Nantes en qualité de joker. Le montant du transfert est évalué à 4 millions d'euros bonus compris
Arrivé blessé au genou, Fabien Centonze ne jouera avec le FC Nantes qu'en novembre 2022. Soit deux mois après son arrivée.
Au cours de l'exercice 2022/2023, il apparaît à 30 reprises dont 25 fois comme titulaire sous le maillot du FC Nantes.
En septembre 2023, Fabien Centonze refuse de serrer la main de son coach, Pierre Aristouy et lui déclarer : «de toute façon, j’ai quatre ans de contrat. Toi dans quatre semaines, on ne sait pas si tu seras là.»
Fabien Centonze est alors mis à pied par le FC Nantes avant d'être envoyé à Saint Raphaël pour une "mise au vert",,.
Lors du mercato hivernal de la saison 2023/2024, Fabien Centonze est prêté au club du Hélas Vérone avec option d'achat.
Avec seulement 10 apparitions sous ses nouvelles couleur, Fabien Centonze ne convainc pas le club Italien et l'option d'achat n'est pas levé. Il retourne à Nantes,.
Lors du match amical face à Crystal Palace le 11/08/2024, Fabien Centonze se blesse.
Le 22 août 2024, il est annoncé que Fabien Centonze souffre d'une rupture du ligament postérieur du genou, révélée lors d'examens complémentaires. Sa durée de convalescence s'en voit largement allongée, avec une durée d'indisponibilité estimée à deux mois et demi. Aucune opération n'est prévue.

## Statistiques
| Saison                | Club                     | Championnat           | Championnat | Championnat | Coupe nationale | Coupe nationale | Coupe de la Ligue | Coupe de la Ligue | Compétition(s) continentale(s) | Compétition(s) continentale(s) | Compétition(s) continentale(s) | Barrages | Barrages | Total | Total |
| Saison                | Club                     | Division              | M.          | B.          | M.              | B.              | M.                | B.                | Comp.                          | M.                             | B.                             | M.       | B.       | M.    | B.    |
| 2015-2016             | Évian Thonon Gaillard FC | Ligue 2               | 30          | 3           | 3               | 0               | 2                 | 1                 | -                              | -                              | -                              | -        | -        | 35    | 4     |
| 2016-2017             | Clermont Foot 63         | Ligue 2               | 29          | 0           | 2               | 0               | 3                 | 1                 | -                              | -                              | -                              | -        | -        | 34    | 1     |
| 2017-2018             | Clermont Foot 63         | Ligue 2               | 30          | 0           | 1               | 0               | 1                 | 0                 | -                              | -                              | -                              | -        | -        | 32    | 0     |
| Sous-total            | Sous-total               | Sous-total            | 59          | 0           | 3               | 0               | 4                 | 1                 | -                              | -                              | -                              | -        | -        | 66    | 1     |
| 2018-2019             | RC Lens                  | Ligue 2               | 35          | 0           | 2               | 0               | 1                 | 0                 | -                              | -                              | -                              | 2        | 0        | 40    | 0     |
| 2019-2020             | FC Metz                  | Ligue 1               | 28          | 0           | 1               | 0               | 1                 | 0                 | -                              | -                              | -                              | -        | -        | 30    | 0     |
| 2020-2021             | FC Metz                  | Ligue 1               | 36          | 1           | 3               | 1               | -                 | -                 | -                              | -                              | -                              | -        | -        | 39    | 2     |
| 2021-2022             | FC Metz                  | Ligue 1               | 19          | 4           | 0               | 0               | -                 | -                 | -                              | -                              | -                              | -        | -        | 19    | 4     |
| 2022-2023             | FC Metz                  | Ligue 2               | 3           | 0           | 0               | 0               | -                 | -                 | -                              | -                              | -                              | -        | -        | 3     | 0     |
| Sous-total            | Sous-total               | Sous-total            | 86          | 5           | 4               | 1               | 1                 | 0                 | -                              | -                              | -                              | -        | -        | 91    | 6     |
| 2022-2023             | FC Nantes                | Ligue 1               | 23          | 0           | 5               | 0               | -                 | -                 | C3                             | 2                              | 0                              | -        | -        | 30    | 0     |
| 2023-2024             | FC Nantes                | Ligue 1               | 3           | 0           | 2               | 0               | -                 | -                 | -                              | -                              | -                              | -        | -        | 5     | 0     |
| 2024-2025             | FC Nantes                | Ligue 1               | 7           | 0           | -               | -               | -                 | -                 | -                              | -                              | -                              | -        | -        | 7     | 0     |
| Sous-total            | Sous-total               | Sous-total            | 33          | 0           | 7               | 0               | 0                 | 0                 | -                              | 2                              | 0                              | 0        | 0        | 42    | 0     |
| 2023-2024             | Hellas Vérone (prêt)     | Serie A               | 10          | 0           | -               | -               | -                 | -                 | -                              | -                              | -                              | -        | -        | 10    | 0     |
| Total sur la carrière | Total sur la carrière    | Total sur la carrière | 253         | 8           | 19              | 1               | 8                 | 2                 | -                              | 2                              | 0                              | 2        | 0        | 284   | 11    |

## Palmarès
FC Nantes
- Finaliste de la Coupe de France en 2023